# La Mata de Morella
La Mata de Morella là một đô thị trong tỉnh Castellón, Cộng đồng Valencia, Tây Ban Nha. Đô thị La Mata de Morella có diện tích 15,16 km², dân số theo điều tra năm 2010 của Viện thống kê quốc gia Tây Ban Nha là 195 người. Đô thị La Mata de Morella nằm ở khu vực có độ cao 826 mét trên mực nước biển.